# Partido Demócrata Cristiano Unido

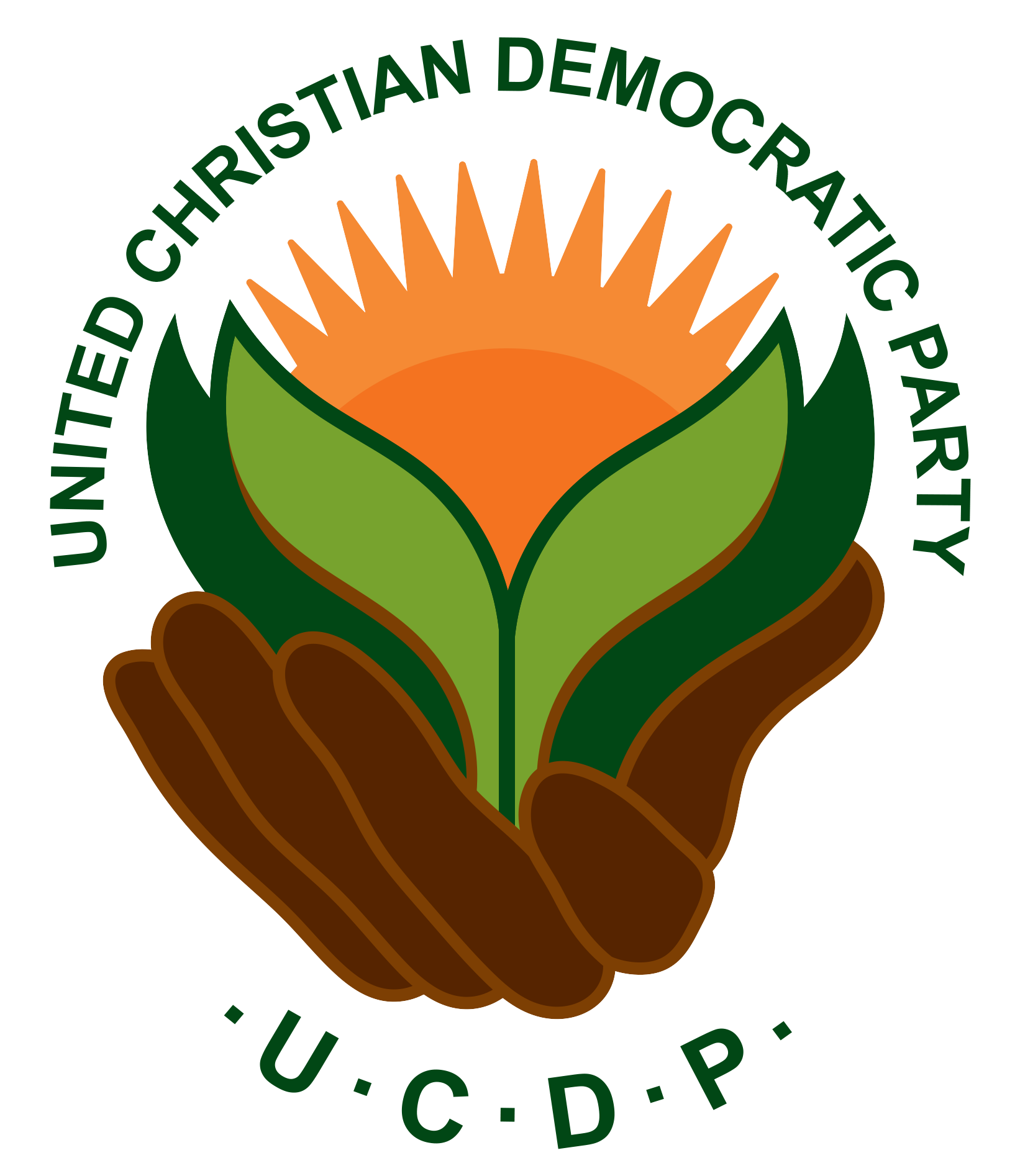
Logotipo oficial del Partido Demócrata Cristiano Unido de Sudáfrica.

El Partido Demócrata Cristiano Unido (en inglés: United Christian Democratic Party) o UCDP es un partido político minoritario de Sudáfrica fundado en 1997 como sucesor del Partido Nacional Tsuana, dirigido por Lucas Mangope, antiguo líder del bantustán Bofutatsuana. Mavis Matladi fue elegida como su líder el 29 de enero de 2011, después de la expulsión de Mangope. Matladi murió en diciembre de 2011 y fue sucedida por Isaac Sipho Mfundisi, quien fue elegido presidente el sábado 7 de enero de 2012.
Entre 2004 y 2009, ocupó el cargo de oposición oficial en la provincia del Noroeste, pero su apoyo electoral ha ido decayendo, reduciéndose a una representación minoritaria en 2009, hasta finalmente perder toda su representación parlamentaria nacional y provincial en 2014.
La declaración de la misión del partido enfatiza la necesidad de valores cristianos, democracia no racial e incentivos del gobierno para la autosuficiencia personal, mientras que en su manifiesto de 2004 atacó al ANC por, entre otras cosas, su supuesta suavidad con respecto al crimen, el nepotismo y el abandono de la infraestructura sudafricana.
Una encuesta de 2003 realizada por el Consejo de Investigación de Ciencias Humanas encontró que el 85% de los votantes de UCDP eran mujeres.

## Resultados electorales
|  | 0.80 % |

|  | 0.75 % |

|  | 0.37 % |

|  | 0.12 % |